# Parc éolien de Sortosville-en-Beaumont
Le parc éolien de Sortosville-en-Beaumont est un parc éolien se situant sur la commune de Sortosville-en-Beaumont dans le Cotentin . Il se compose de cinq aérogénérateurs.